# گرامین
گرامین (به انگلیسی: Gramine) با فرمول شیمیایی C۱۱H۱۴N۲ یک ترکیب شیمیایی است. که جرم مولی آن ۱۷۴٫۲۴ g/mol می‌باشد. 